# Contea di Tipton (Tennessee)
La contea di Tipton in inglese Tipton County è una contea dello Stato del Tennessee, negli Stati Uniti. La popolazione al censimento del 2000 era di 51 271 abitanti. Il capoluogo di contea è Covington.